# Orr Lajos
Orr Lajos (Várvölgy, 1952. július 7. - ) magyar szobrászművész, tanár. Zala vármegyei szülőhelyén él és dolgozik.

## Életpályája
Tanulmányait 1966 és 1970  között a Budapesti Képző- és Iparművészeti Szakközépiskola szobrász szakán, majd 1973 és  1977 között a  Magyar Képzőművészeti Főiskola szobrász tanszékén végezte. Mestere Somogyi József volt.
Művészetpedagógiai pályája 1977-ben kezdődött. Állomásai:
- 1977-1985 Budapesti Képző- és Iparművészeti Szakközépiskola, rajztanár
- 1988-2002 Nyíregyházi Művészeti Szakközépiskola, szobrász szaktanár
- 2001-2002 Nyíregyházi Művészeti Szakközépiskola, képzőművészeti tagozatvezető
- 1998-2002 Magyar Képzőművészeti Főiskola, szobrász tanszék, tanársegéd
- 2000-2014 Budapesti Képző- és Iparművészeti Szakközépiskola, a szobrász szakosztály vezetője

## Stílusa
Az artprotal írja róla: "Köztéri munkáit bronzból és vörösréz lemezből készíti. Szellemes, olykor ironikus hangvételű kisplasztikáihoz követ, fát, bronzot, ill. más anyagokat biztos kézzel használ fel. Éremkompozícióinál racionális gondolkodásmódja tűnik ki." 

## Díjai, elismerései
- 1979 Gyermekév pályázati kiállítás, a Fiatal Képzőművészek Stúdiója díja, Győr
- 1980 XXI. Szegedi Nyári Tárlat, a Művészeti Alap díja, Szeged
- 1984-1987 Derkovits-ösztöndíj
- 1987 VI. Dunántúli Tárlat díja, Kaposvár
- 1988 Nemzetközi Éremművészeti és Kisplasztikai Alkotótelep díja, Nyíregyháza-sóstó
- 1989 Szabolcsi őszi Tárlat díja, Nyíregyháza
- 1995 Szabolcs-Szatmár- Bereg Megyei Őszi Tárlat díja, Nyíregyháza
- 1996 Szabolcs-Szatmár- Bereg Megyei Őszi Tárlat díja, Nyíregyháza
- 1997 Szegedi Nyári Tárlat, szobrász-díj, Szeged

## Egyéni kiállításai
- 1980 Ferencvárosi Pincetárlat, Budapest (Egri Erzsébet festőművésszel)
- 1981 Móra Ferenc Múzeum, Szeged (Markolt Györggyel)
- 1982 Dél-Balatoni Műv. Központ, Siófok 1989 (Egri Erzsébettel)
- 1989 Kisgaléria, Veszprém (Egri Erzsébettel)
- 1992 Csontváry Galéria, Nyíregyháza  (Egri Erzsébettel)
- 2003 Goldmark Károly Művelődési Központ, Keszthely  (Egri Erzsébettel)
- 2014 Amádé-Bajzáth-Pappenheim Kastély, Ari Kupsus Galéria, Iszkaszentgyörgy  (Egri Erzsébettel)
- 2017 Bertha Bulcsu Művelődési Központ, Balatongyörök  (Egri Erzsébettel)

## Részvétele csoportos kiállításokon (válogatás)
- Rendszeres kiállítója 1979-től a szegedi Nyári Tárlatnak, 1985-től a Veszprém megyei Tárlatnak és 1989-től Szabolcs-Szatmár-Bereg megyei tárlatoknak.
- 1979 • VI. Országos Kisplasztikai Biennálé, Pécs
- 1991 • Szabolcs-Szatmár-Bereg megyei Képző- és Iparművészek Kiállítása, Körmöcbánya • Nagybánya • Nagyvárad • Nemzetközi zenei találkozó és kiállítás, Fano (OL)
- 1994 • 3. Országos Faszobrászati Kiállítás, Nagyatád • FIDEM, Post Congress Tour, Városi Galéria, Nyíregyháza
- 1995 • Bronz Háromszög Vándorkiállítás, Városi Galéria, Nyíregyháza • Városi Galéria, Uherské Hradište • Múzeum, Körmöcbánya
- 1997 • Magyar Szalon ’97, Műcsarnok, Budapest
- 998 • Művésztanárok, Jósa András Múzeum, Nyíregyháza.

## Közösségi megbízásra és magán megrendelésre készített művei
- 1986 Rhé Gyula dombormű | Laczkó Dezső Múzeum, Veszprém, bronz
- 1986 Korach Mór emléktábla | Veszprém, kő, bronz
- 1989 II. világháborús emlékmű | Porcsalma, vörösréz
- 1989 Turul | Enying, bronz
- 1989 Napkelte | 2. számú Általános Iskola, Mezőtúr, bronz
- 1989 Tanya | Dózsa György MGTSZ, Mezőtúr, bronz
- 1990 Kakasos ivókút | Nyíregyháza, fő tér, bronz
- 1992 Kodály Zoltán mellszobor | Kodály Zoltán Ének-zenei Általános Iskola, Nyíregyháza, bronz
- 1992 Garabonciás | Művészeti Szakközépiskola, Nyíregyháza, vörösréz
- 1992 Kőröshegy város címere | Önkormányzat, Kőröshegy, bronz
- 1993 Óvodamúzeum dombormű | Óvodamúzeum, Martonvásár, bronz
- 1995 Zsolnay Vilmos emléktábla | Kossuth Lajos Gimnázium, Nyíregyháza, kő, bronz
- 1996 Bolygóképek kőmozaik | Nyíregyháza, Kossuth tér, kőmozaik
- 1998 1848-as huszáremlékmű | Újfehértó, mészkő, bronz
- 1998 Geduly Henrik dombormű | Nyíregyháza, bronz
- 1999 Túróczy Zoltán dombormű | Nyíregyháza, bronz
- 1999 Nepomuki Szent János | Nyíregyháza, bronz, kő
- 2001 Zsiráfok | Nyíregyházi Állatpark, Nyíregyháza, bronz
- 2001 Millenniumi Emlékmű | Tuzsér, bronz
- 2001 Kodály Zoltán | Kodály Zoltán Ének-zenei Általános Iskola, Nyíregyháza, bronz
- 2002 Anya gyermekével | Nyírtét, mészkő
- 2003 Horváth Jenő botanikus mellszobra | Cserszegtomaj, Arborétum, bronz
- 2004 Horváth Jenőné mellszobra | Cserszegtomaj, Arborétum, bronz
- 2006 Waclaw Felcak emléktábla | ELTE Eötvös József Collegium, Budapest, bronz, mészkő
- 2006 1956-os emlékmű | Keszthely, mészkő
- 2010 Dr. Kölüs Gábor mellszobra | Keszthely, bronz
- 2011 Római emlékmű | Hévíz, gránit, mészkő
- 2012 Dr. Bakonyi Károly szőlőnemesítő mellszobra | Cserszegtomaj, mészkő
- 2013 Szent Ferenc | Nagyatád, bronz
- 2014 Turul | Solt, bronz
- 2017 Keresztúti stáció domborművek | Nagyatád, mészkő
- 2020 Dr. Sáringer Gyula mellszobra | Keszthely, bronz
- 2020 Gróf Széchenyi Zsigmond mellszobra | Balatongyörök, bronz
- 2021 Szent Gergely kút | Keszthely, kő, bronz
- 2021 Dr. Sárközi Péter mellszobra | Somogyvár, bronz

## Művei közgyűjteményekben
- Magyar Nemzeti Galéria,Budapest
- Mezőtúri Alkotótelep Gyűjteménye, Mezőtúr
- Városi Galéria, Nyíregyháza
- Damjanich János Múzeum, Szolnok
- Kuny Domokos Múzeum, Tata
- Laczkó Dezső Múzeum, Veszprém

## Tagságai
- 1977 Fíatal Művészek Stúdiója
- 1977 Művészeti alap majd MAOE
- 1988 Magyar Képzőművészek és Iparművészek Szövetsége
- 1995 MTA Szabolcs-Szatmár-Bereg Megyei Művészeti Tagozat
- 1995 Magyar Szobrászok Társasága

## Képgaléria

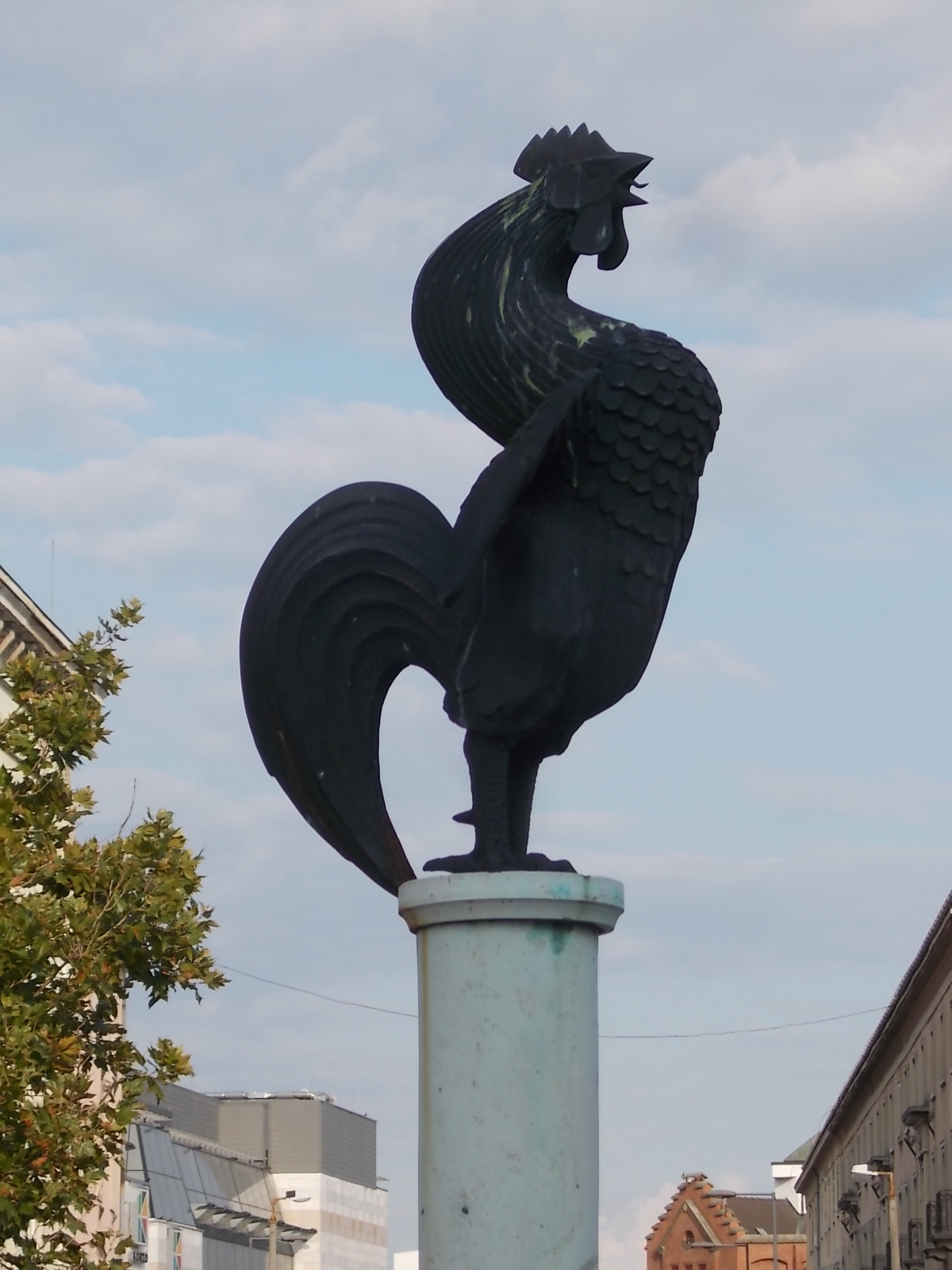
Kakasos ivókút (Orr Lajos), 2017, Nyíregyháza
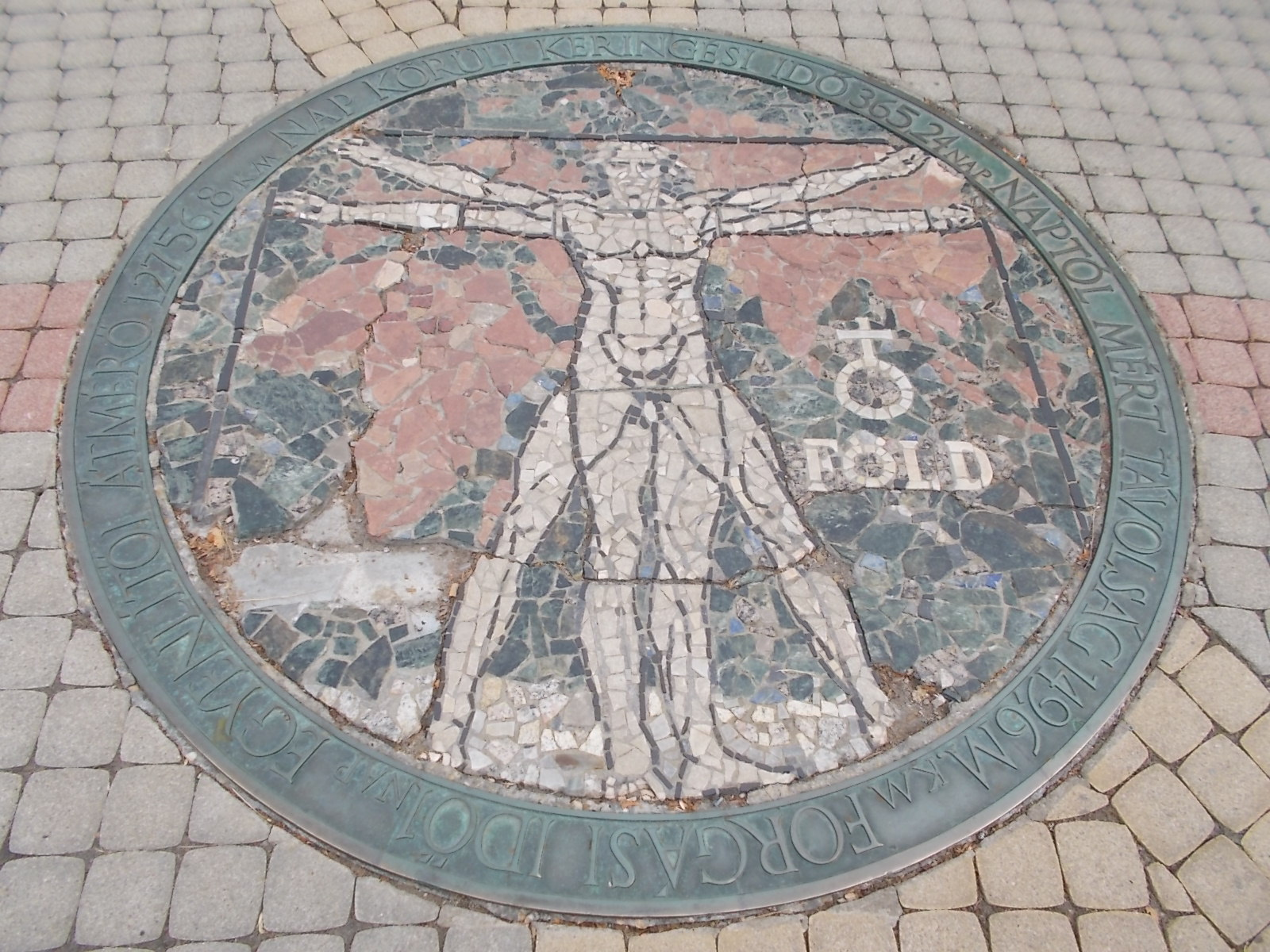
Föld, Nyíregyhéza, Kossuth tér
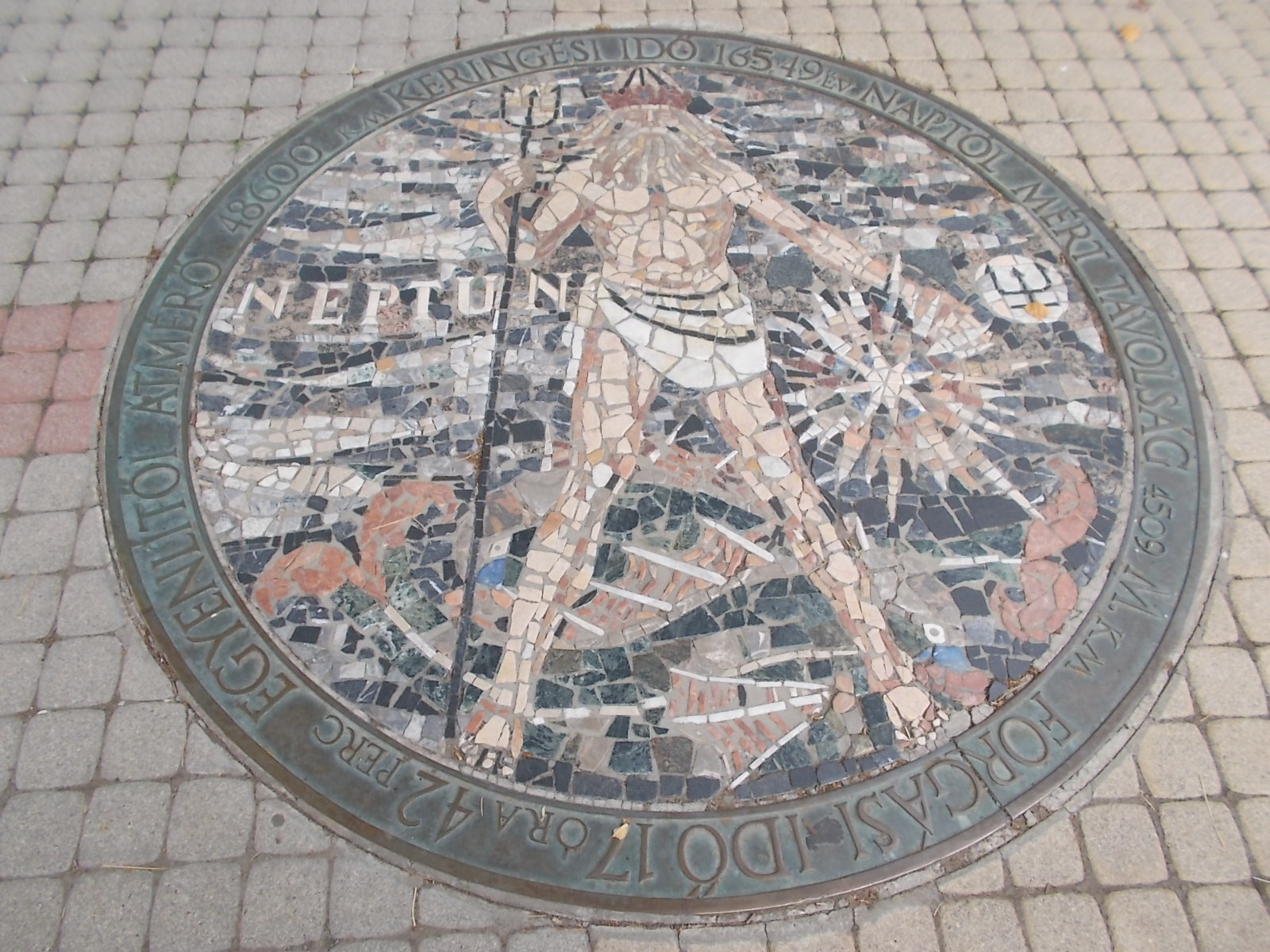
Neptun, Nyíregyháza
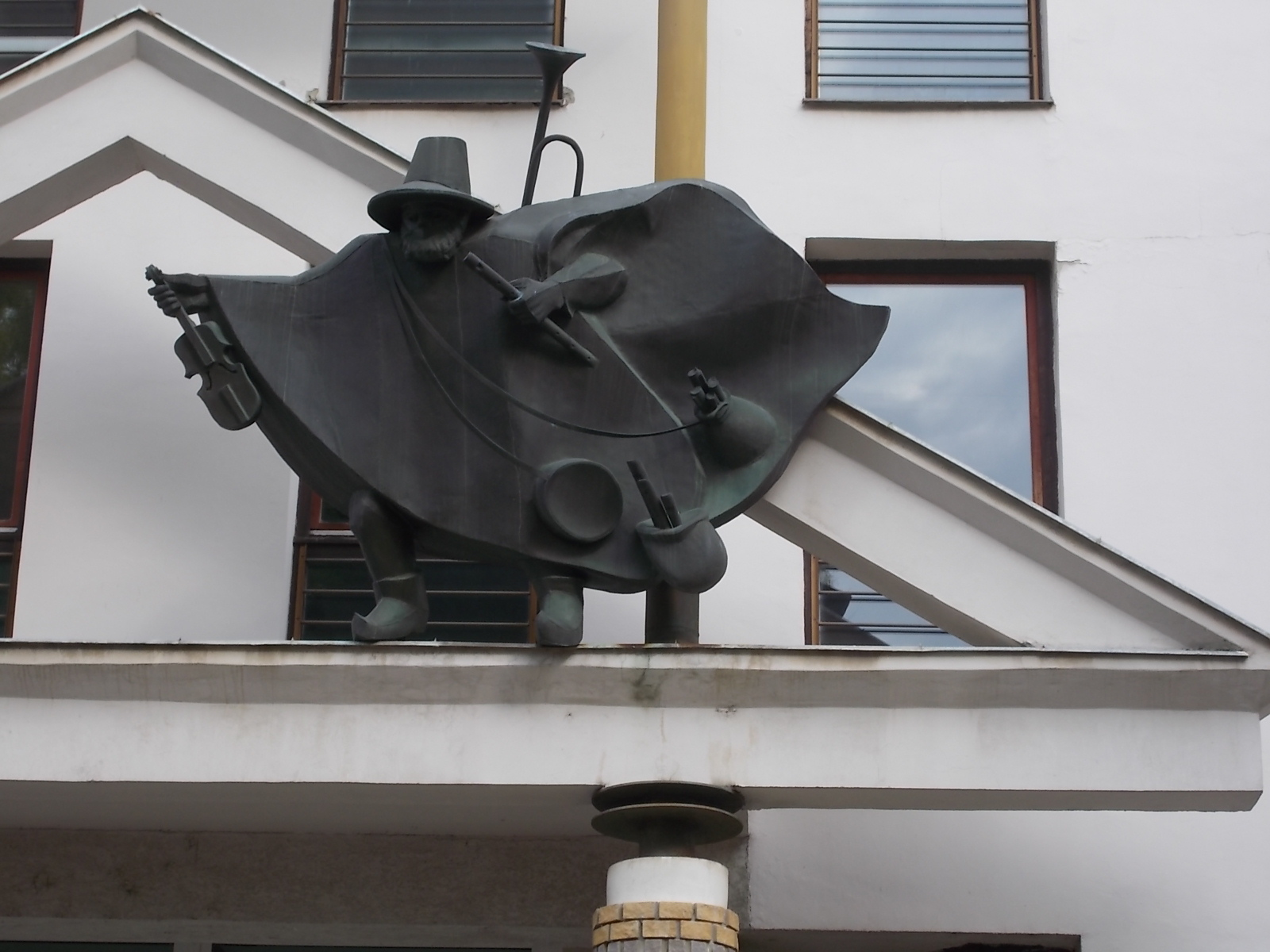
Garabonciás. Nyíregyháza
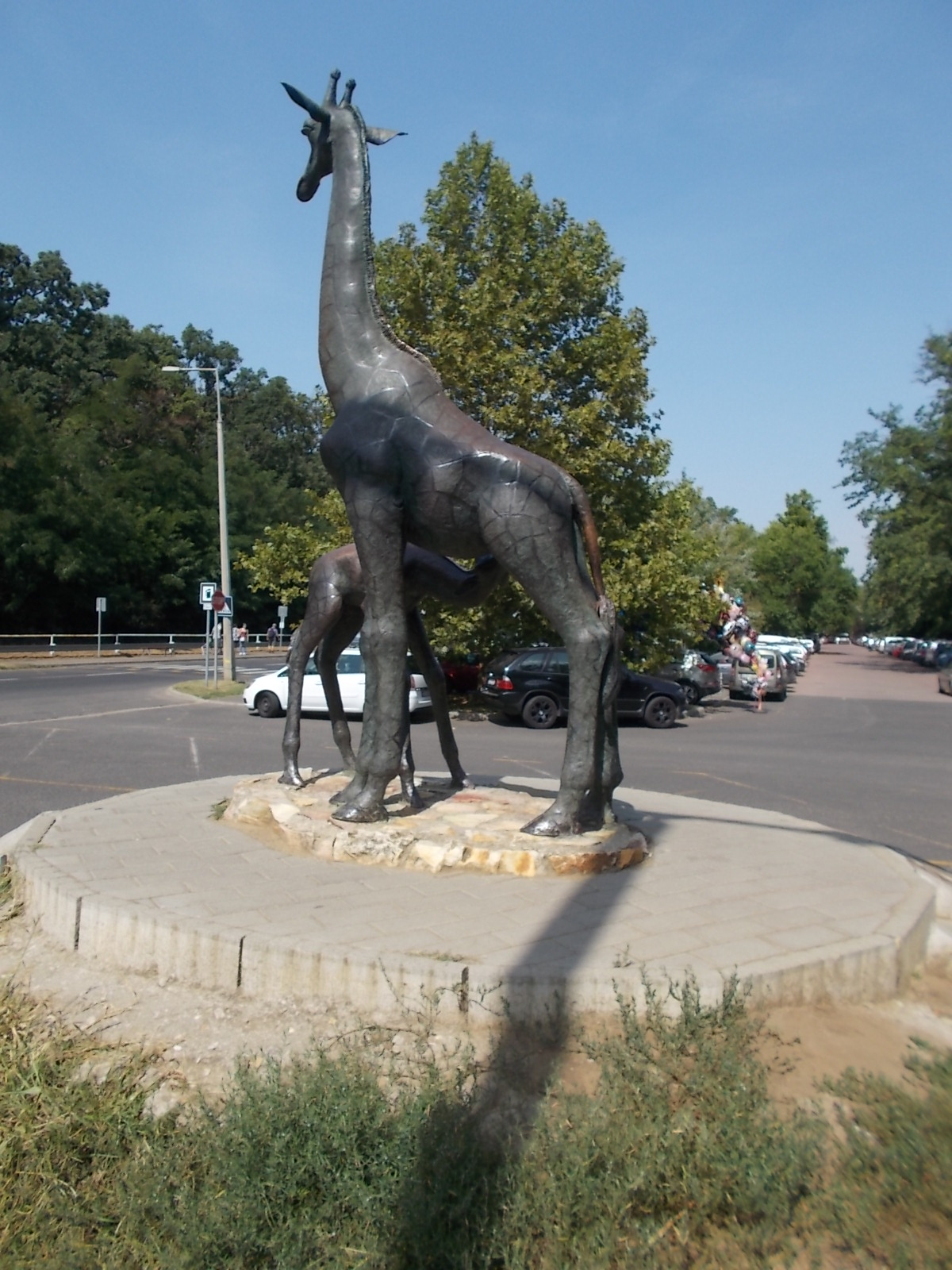
Zsiráfok. Nyíregyháza
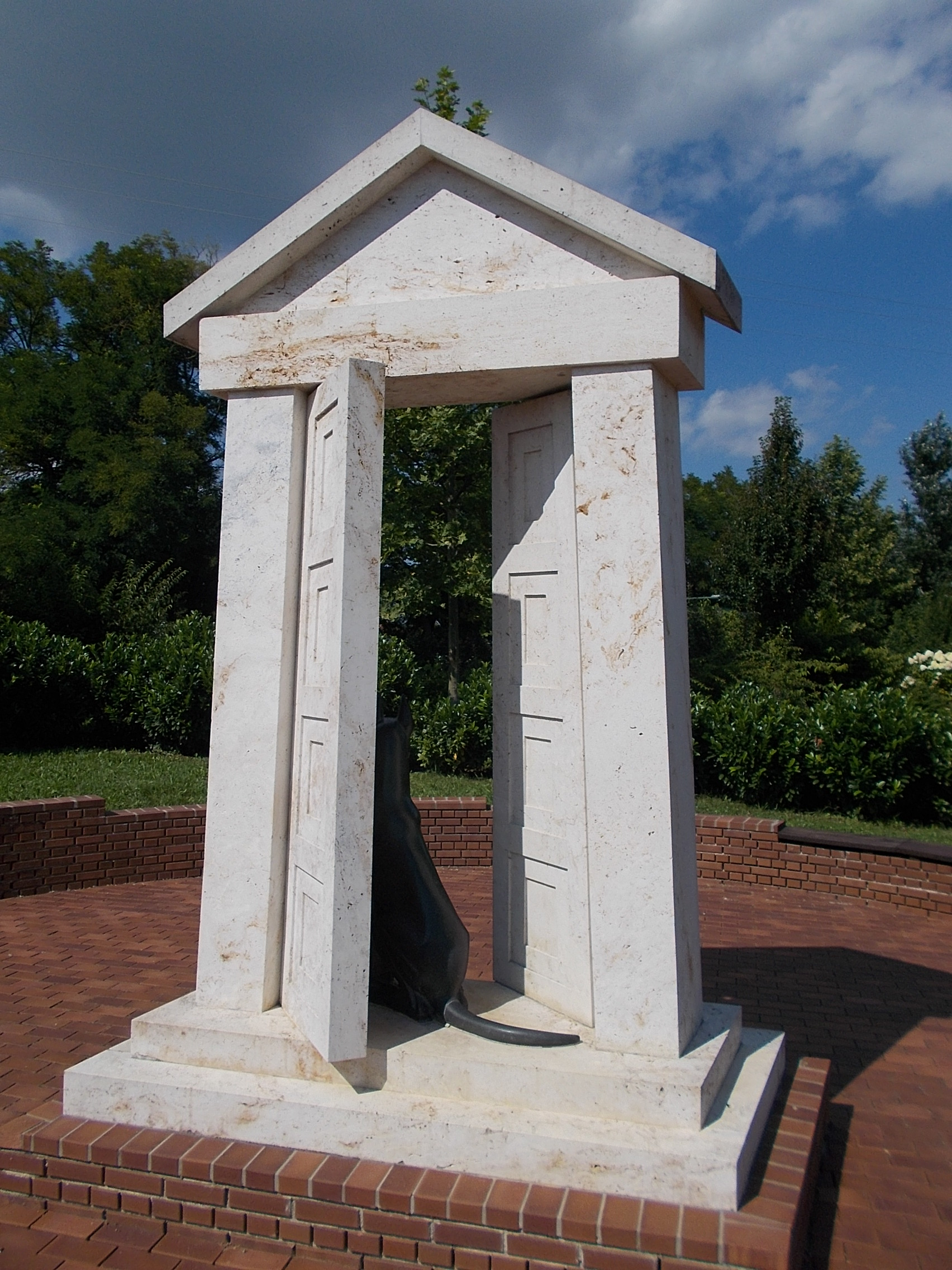
Házőrző kutya a római romkertben ( Egregy, 2016)
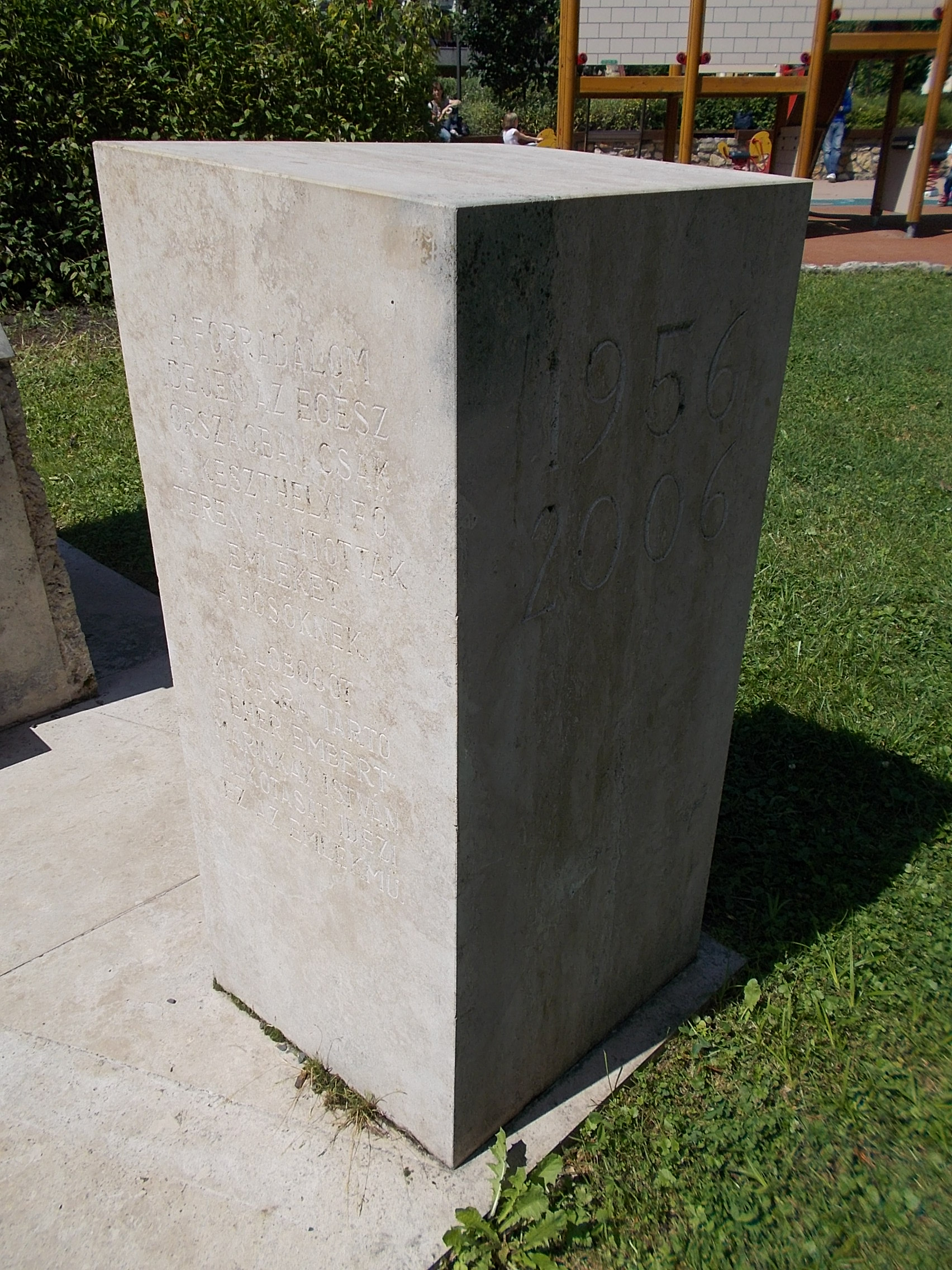
Az 1956-os magyar forradalom emlékműve (Keszthely, 2016)
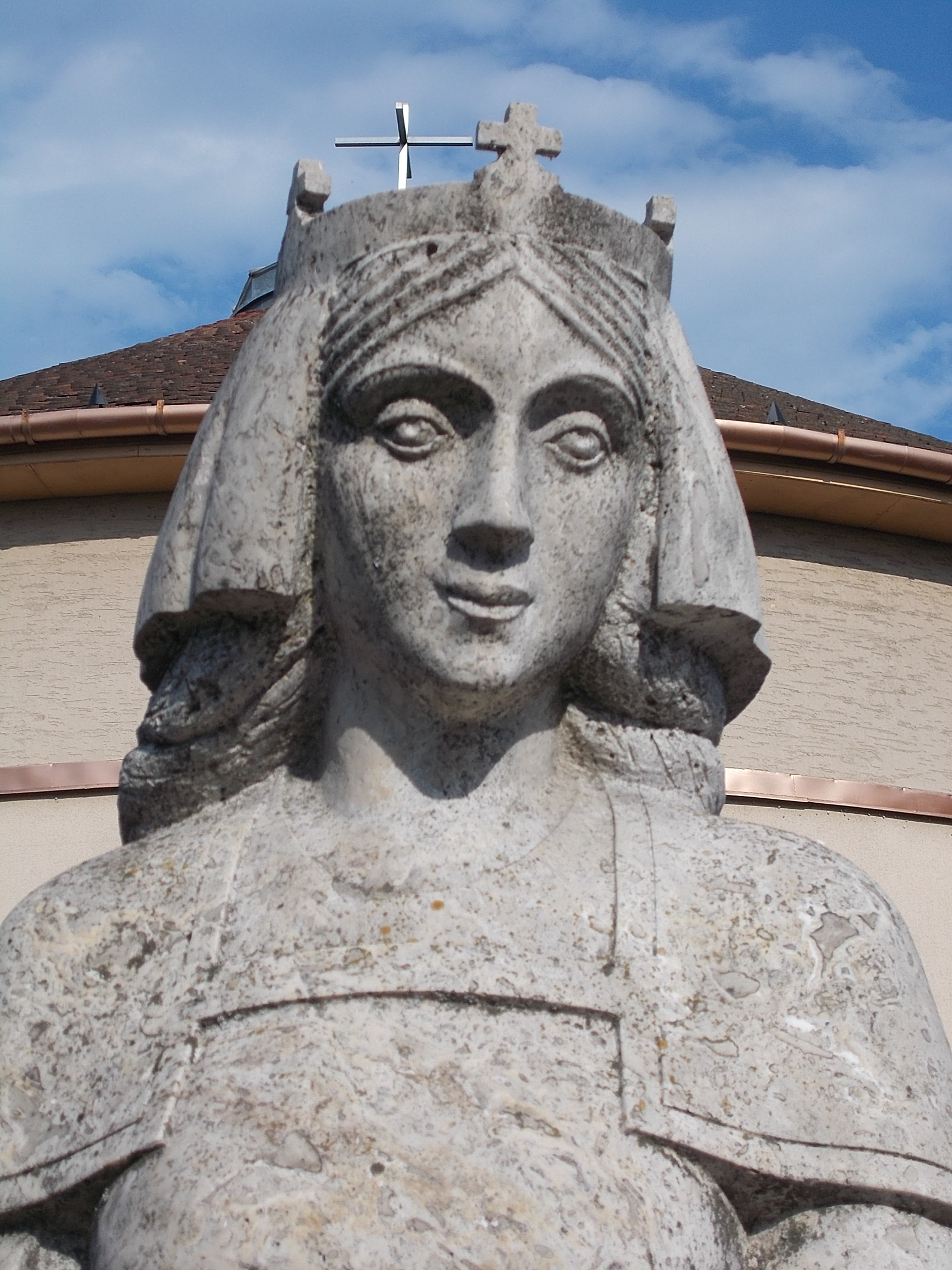
Szent Erzsébet-szobor, (Délegyháza, 2019)
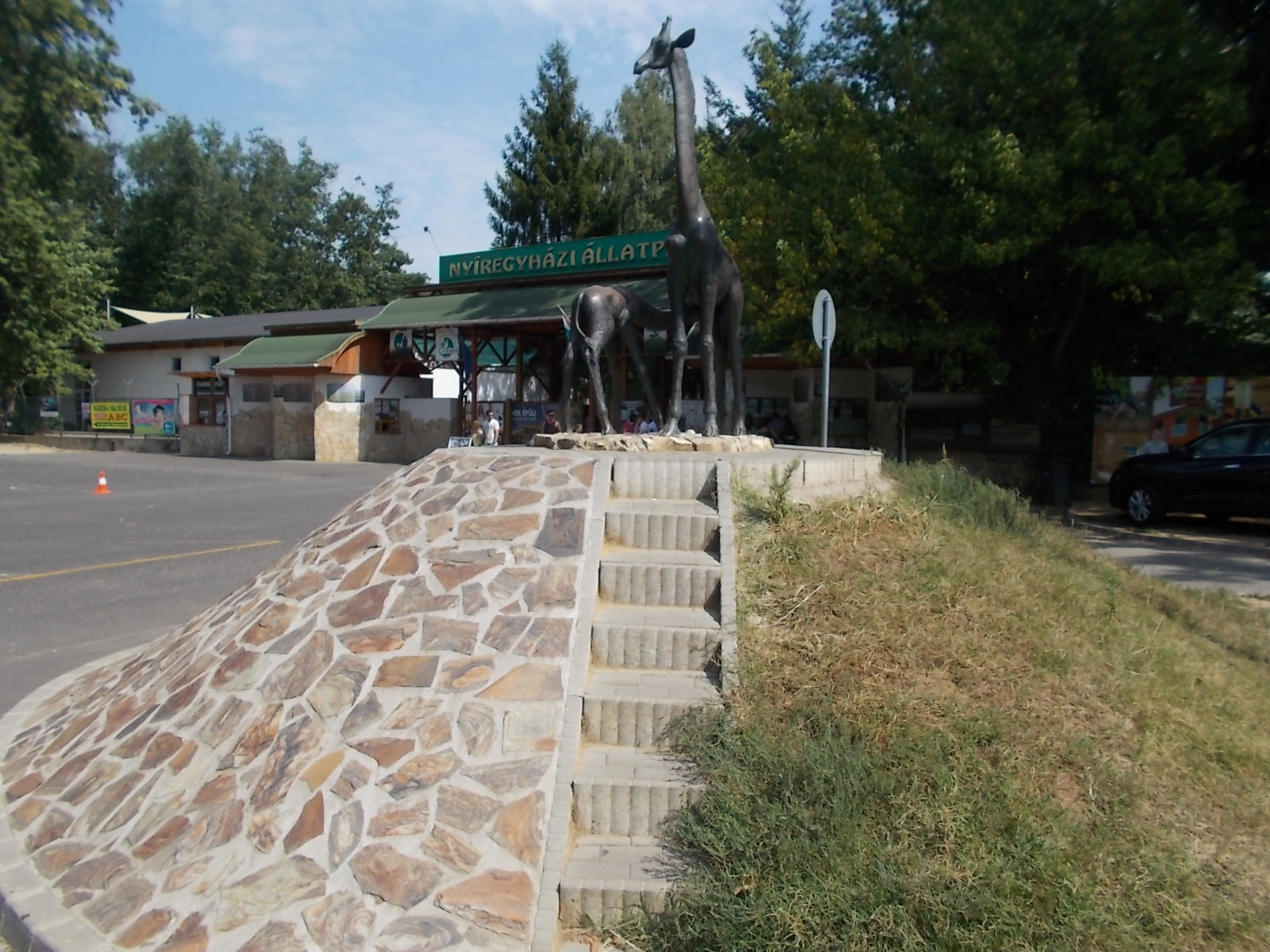
Az Állatkert bejárata és a Zsiráf-szobor (Nyíregyháza, 2017)
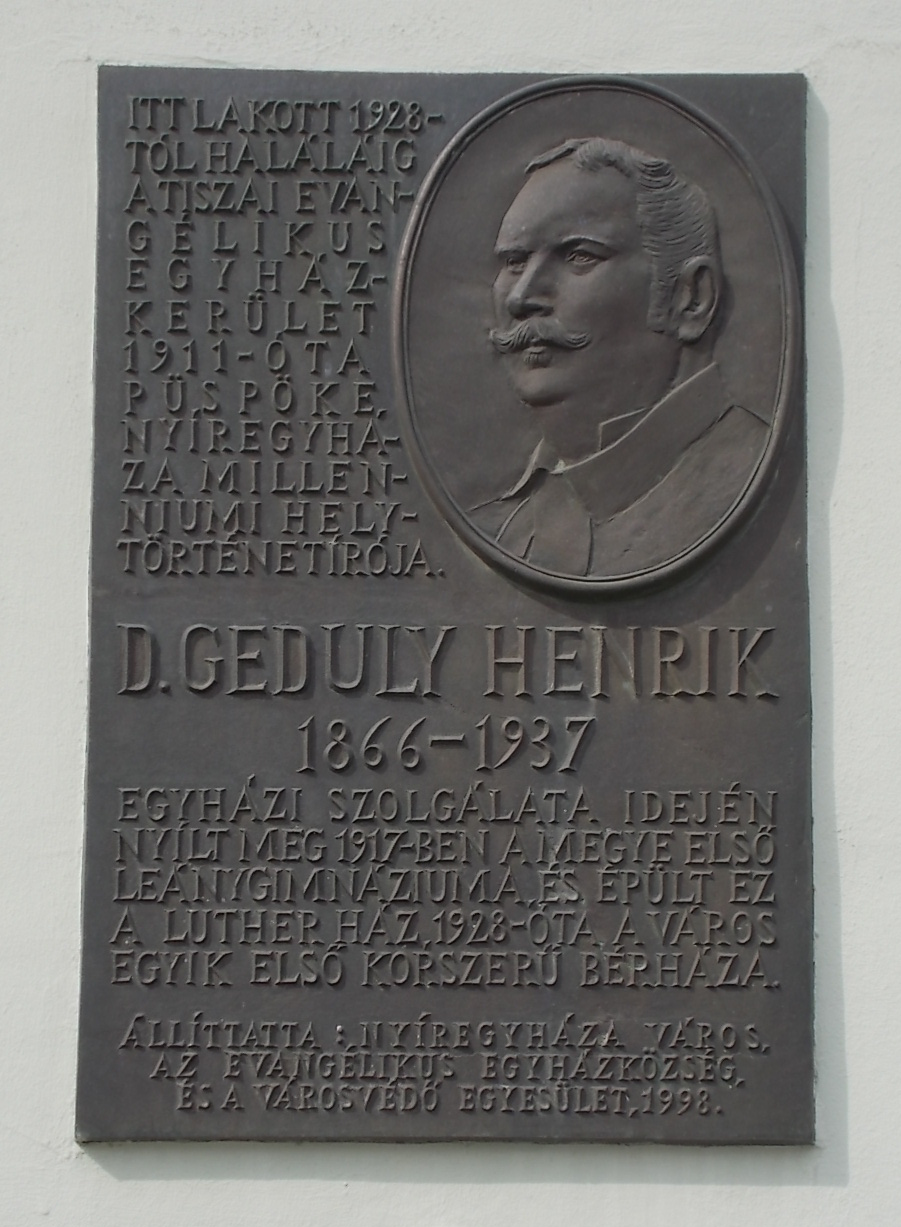
emléktábla, Nyíregyháza, Luther tér 1. (2017)